# Cimitero di Ixelles
Il cimitero di Ixelles (in francese: cimetière d'Ixelles; in nederlandese: De Elsense begraafplaats) è uno dei maggiori cimiteri del Belgio. È situato a Ixelles (Elsene), nella zona sud di Bruxelles.

## Storia
Il cimitero d'Ixelles non fu sempre dove si trova ora. I documenti attestano di un primo cimitero nel XV secolo, vicino alla piccola chiesa Sainte-Croix, all'epoca situata vicino agli Stagni di Ixelles. Tra il 1832 e il 1834, causa una forte epidemia di colera che fu all'origine di numerosi decessi, il comune traslò il cimitero a Elsenblock, situato all'incrocio fra l'attuale chaussée de Boondael e la rue du Bourgmestre. Il nuovo cimitero, che aveva una superficie di 1 ettaro, si rivelò presto insufficiente e fu necessario trovare un terreno molto più grande. Si optò per il luogo attuale, un vasto terreno di 5 ettari che si trova fra la chaussée de Boondael e l'avenue de la Couronne. Il nuovo cimitero fu inaugurato nel 1877.

## Descrizione
Gli architetti Louis Coenraets e Edmond Le Graive lo progettarono come una città in miniatura con viali alberati e rotonde. Su un terreno iniziale di 5 ettari, progettarono un'entrata principale neoclassica con due pavillon laterali. Il viale d'ingresso porta a una rotonda principale da cui partono i viali che dividono le differenti zone del cimitero. Dopo la Prima guerra mondiale il cimitero fu ampliato creando una zona riservata ai caduti della grande guerra. Anche questa zona si organizza intorno a una rotonda chiamata la "Rotonde militaire" precedute da un campo d'onore militare. Questa parcella, inaugurata nel 1923, è limitata da quattro statue in bronzo chiamate "le sentinelle", che furono realizzate da Charles Samuel, Marcel Rau, Isidore De Rudder e Jules Herbays.
Il cimitero è conosciuto per i numerosi personaggi illustri che vi sono tumulati e che vantano tombe realizzate da artisti molto noti in Belgio come: Eugène Simonis, Constantin Meunier, Jules Lagae, Josué Dupon, Arthur Pierre, Ernest Salu, Léandre Grandmoulin, Georges Vandevoorde, Eugène De Bremaecker, Géo Verbanck, Joseph Witterwugle, Armand Bonnetain, Marnix d'Haveloose, Jean Canneel e John Cluysenaar. 

## Sepolture illustri
I personaggi sepolti sono:
- Anna Rosalie Boch (1848-1936), pittrice
- Jules Bordet (1870-1961), premio Nobel per la medicina
- Georges Boulanger (1837-1891), rivoluzionario francese
- Victor Bourgeois (1897-1962), architetto
- Marcel Broodthaers (1924-1976), artista
- Charles De Coster (1827-1879), scrittore
- Jean Isaac Effront (1856-1931), inventore
- Lucette Heuseux (1913-2010), pittrice
- Victor Horta (1861-1947), architetto
- Louis Hymans (1829-1884), giornalista e politico
- Paul Hymans (1865-1941), uomo politico
- Constantin Meunier (1831-1905), pittore, scultore
- Jean-Baptiste Moens (1833-1908), filatelista
- Frederic Neuhaus (1846-1912), farmacista, inventò le praline di cioccolata
- Paul Saintenoy (1862-1952), architetto
- Ernest Solvay (1838-1922), scienziato
- Luigi Bigiarelli (1875-1908), atleta, fondatore della S.S. Polisportiva Lazio
- Eugène Ysaÿe (1858-1931), violinista

## Galleria d'immagini

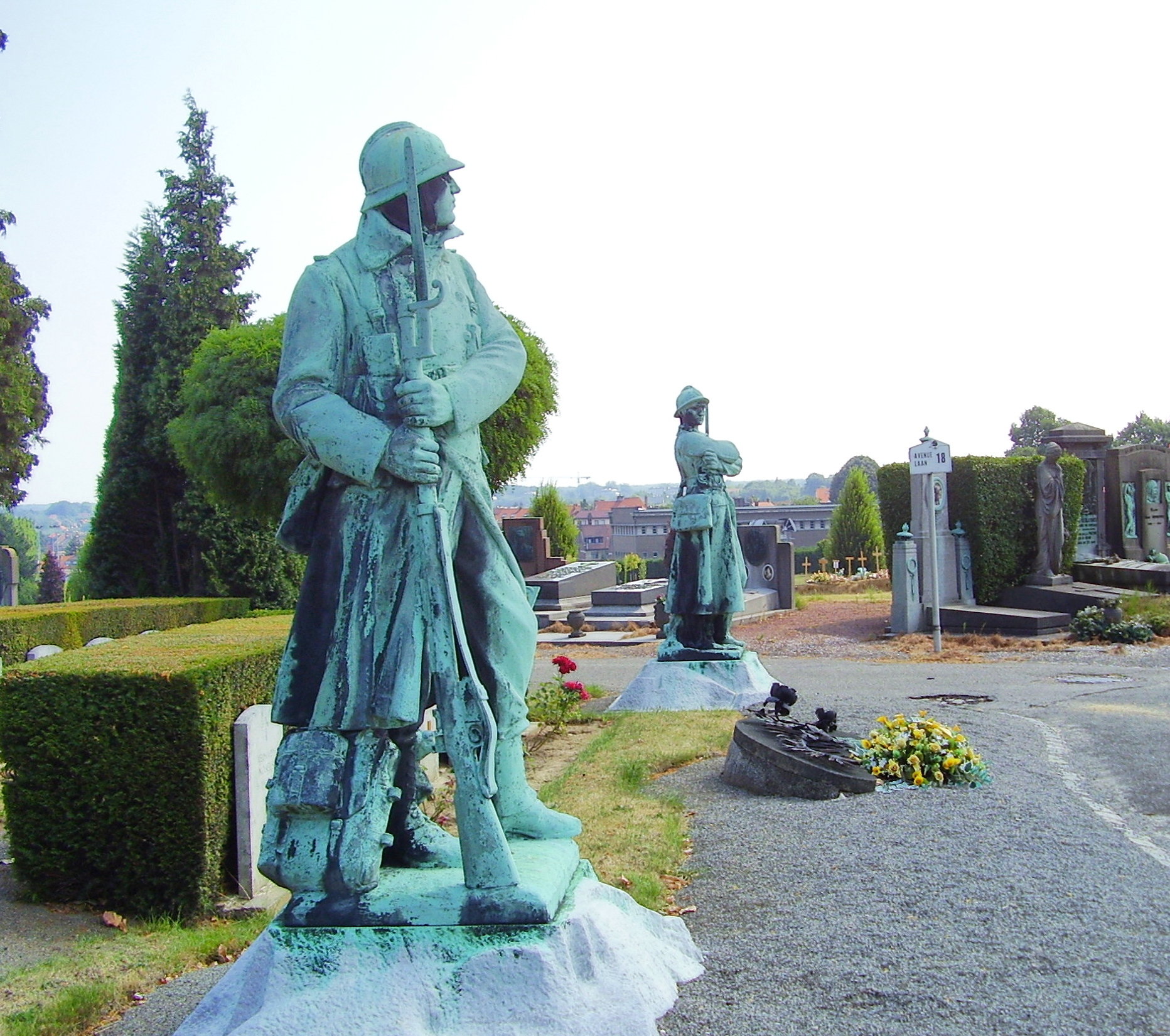
Le Sentinelle.
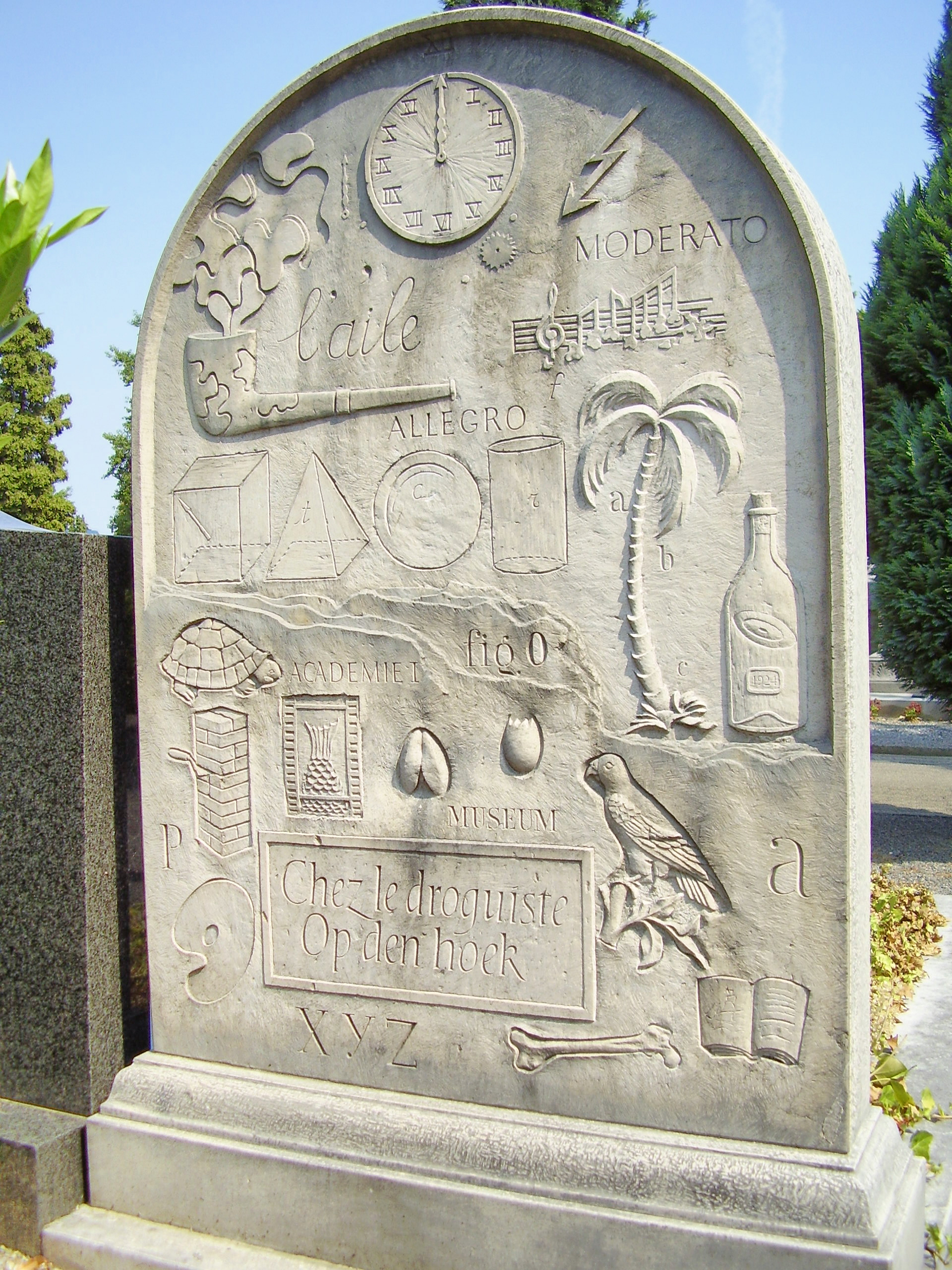
La tomba di Marcel Broodthaers.
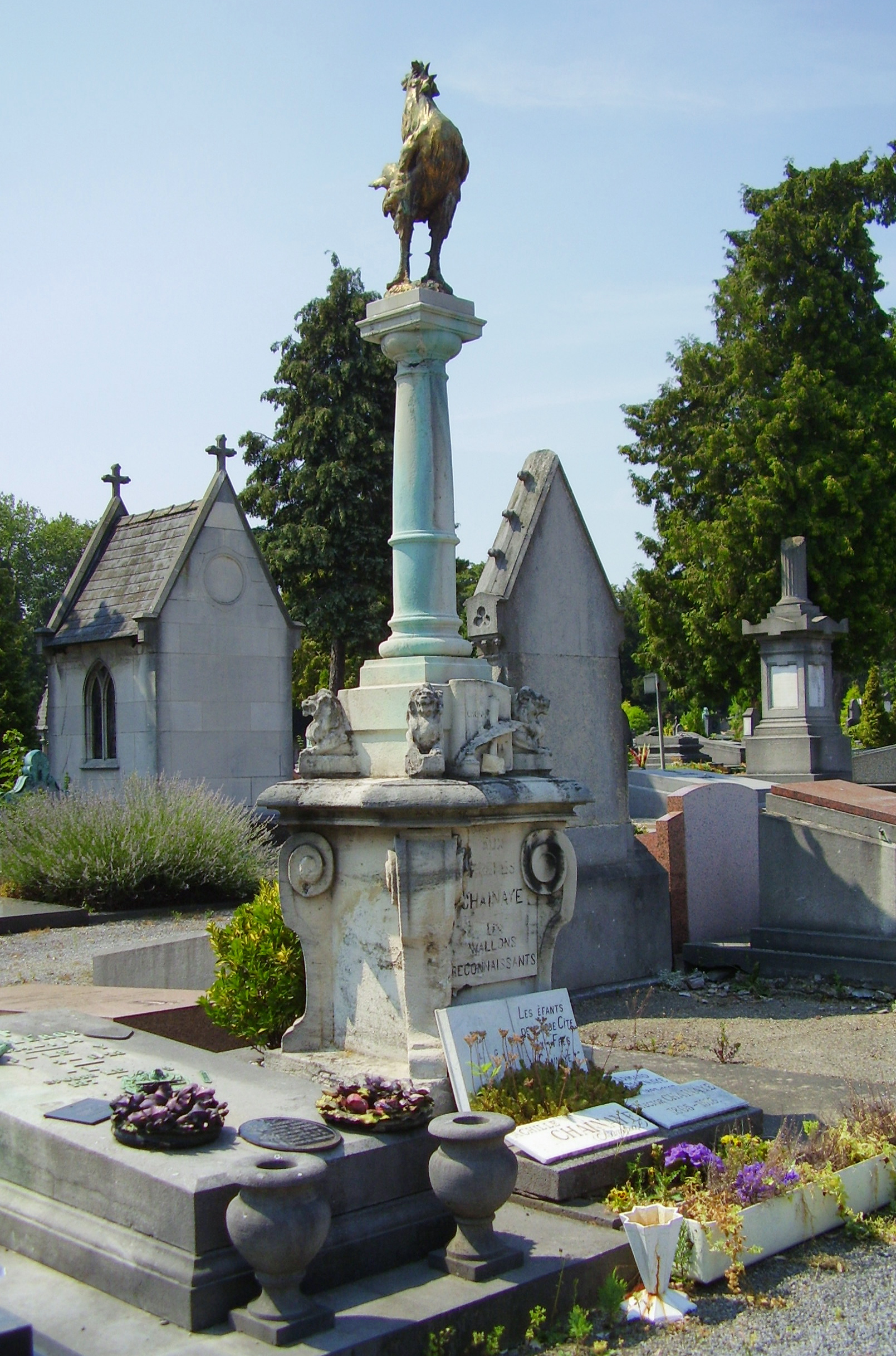
Una curiosa tomba con la statua di un gallo.
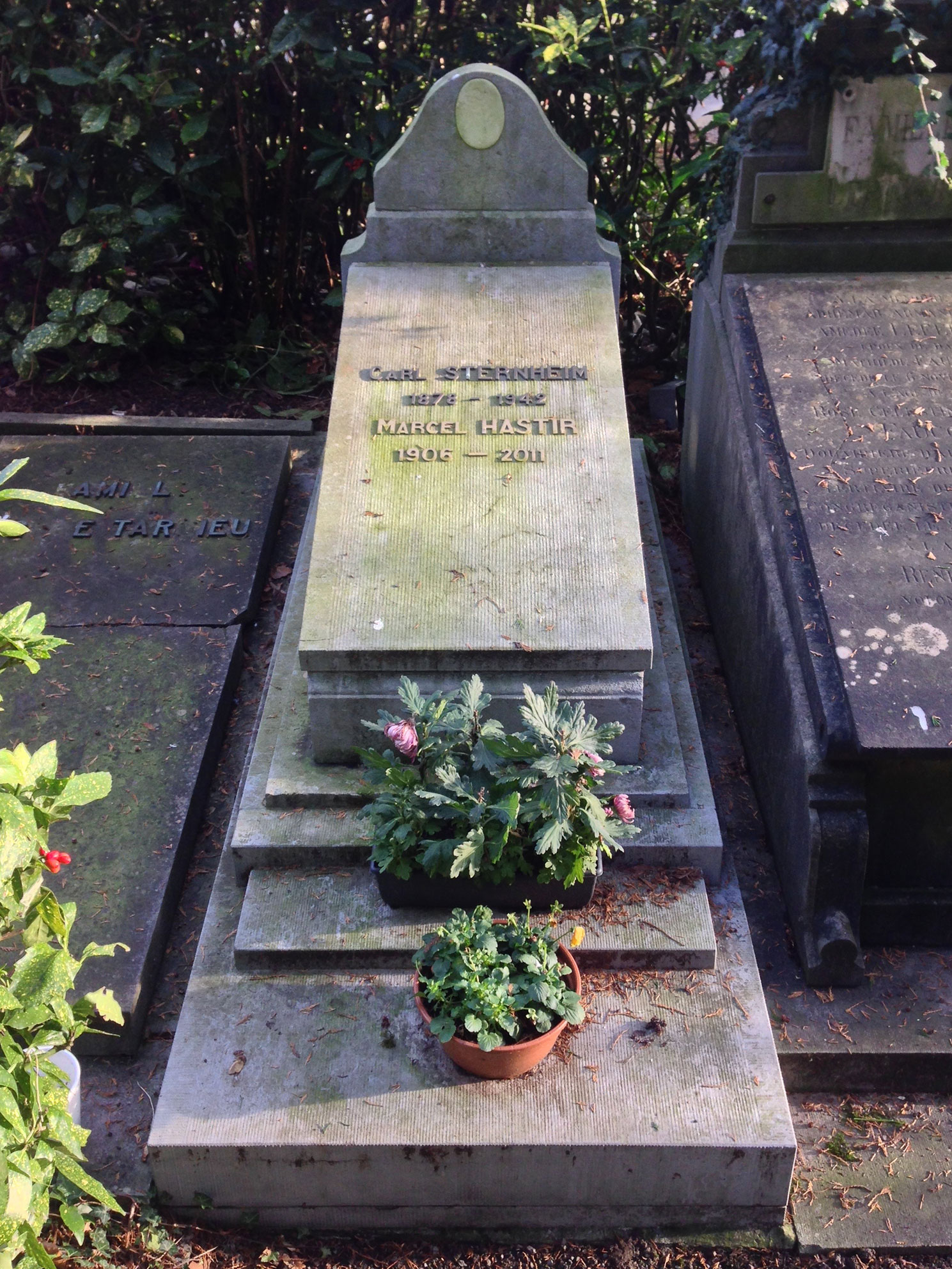
Tomba di Carl Sternheim e Marcel Hastir.
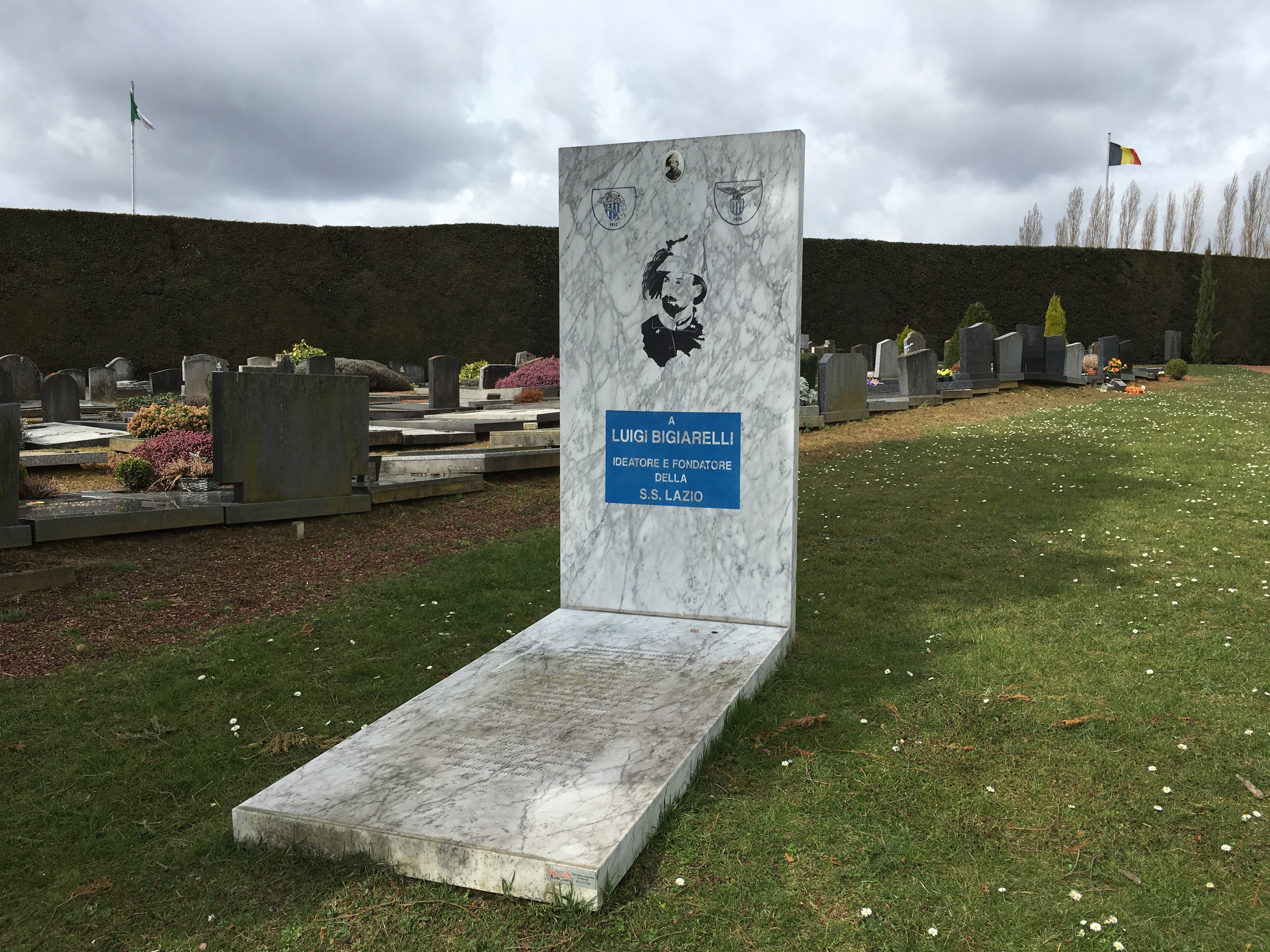
La stele di Luigi Bigiarelli.